# Io e Beethoven
Io e Beethoven (Copying Beethoven) è un film storico drammatico diretto nel 2006 da Agnieszka Holland, che racconta in modo romanzato gli ultimi anni di vita del compositore tedesco Ludwig van Beethoven, dal 1824 al 1827.

## Trama
Anna Holtz, accorre al capezzale di Ludwig van Beethoven morente, appena in tempo per confidargli di aver finalmente compreso, durante il viaggio in carrozza attraverso la campagna, il significato della Grande fuga per quartetto d'archi. 
La vicenda è ambientata a Vienna nel 1824. Mancavano pochi giorni alla prima esecuzione della Nona Sinfonia e Beethoven, che doveva ancora concludere la stesura dell'opera, aveva bisogno di un copista che ne trascrivesse le parti. Il conservatorio invia a Wenzel Schlemmer, impresario del maestro, la studentessa Anna Holtz, che dimostra subito le proprie capacità apportando alcune correzioni personali ai manoscritti della composizione. Beethoven, il cui difficile carattere è inasprito dalla sordità, si prende gioco dell'ambizione della ragazza e tuttavia rimane impressionato dal suo intuito musicale. La presenza di Anna lo aiuta a concludere la sinfonia nei tempi stabiliti e gli consente di dirigere l'orchestra a dispetto della sua menomazione acustica: è proprio la ragazza, nascosta tra gli orchestrali, a suggerirgli gli attacchi e ad impedire che il maestro vada fuori tempo. Anna riesce anche a stabilire un punto di contatto tra Ludwig e il nipote Karl, che si rifugia nel gioco d'azzardo per l'incapacità di corrispondere alle ambizioni dello zio. Anche Karl assiste alla prima e si commuove profondamente di fronte alla bellezza della musica.
La sinfonia riscuote un successo straordinario, ma Beethoven non è appagato: sa che la sua vita sta per concludersi e sente il bisogno di esplorare nuove regioni della musica, seguendo le proprie viscere e non più la mente. Anna, pur spaventata da alcuni atteggiamenti volgari del compositore, è affascinata dalla forza della sua arte e continua a lavorare al suo fianco. Il compositore sembra voler distruggere tutte le sue certezze: colpisce a bastonate il progetto di un ponte realizzato dal fidanzato di Anna, giudicandolo privo di valore artistico, e critica ferocemente la sonata che lei gli aveva sottoposto per un giudizio. La ragazza pensa di abbandonare il maestro, ma comprende che solo attingendo alla sua arte potrà riuscire a scoprire la propria vera voce e trovare la forza di comporre ancora. Perciò ritorna da lui, che le chiede aiuto per ultimare le sue nuove composizioni.
Però la Grande fuga è un fiasco. La musica è troppo complessa e il pubblico non la comprende. Anche Anna è confusa, ma sente che in quelle note è contenuto un messaggio che le epoche future sapranno interpretare. Nelle ultime scene Beethoven, malato e costretto a letto, continua a dettarle la musica che risuona dentro la sua testa. Si tratta di una sorta di riconciliazione dell'artista con Dio, quel Dio che dopo avergli donato il talento lo aveva privato dell'udito, e che viene finalmente evocato.

## Realtà storica e finzione
Il film mescola aspetti reali della vita di Beethoven con altri deliberatamente inventati.
Il personaggio di Anna Holtz, anche se puramente inventato, prende ispirazione sulla base di personaggi realmente esistiti, ovvero due studenti di musica austriaci che lavoravano come copisti nello studio in cui si serviva Beethoven, la compositrice Lorenc Ferenz notevolmente influenzata dalla musica di Beethoven, e un'altra donna il cui semplice atto di devozione è divenuto leggenda:
(Lo sceneggiatore Christopher Wilkinson)
È pura fantasia il fatto che Beethoven accettasse eventuali alterazioni dei propri manoscritti da parte dei copisti. Di sicuro, il compositore fu aiutato durante la prima direzione della Nona Sinfonia, e precisamente da Michael Umlauf, direttore musicale del Teatro Kärntnertor, dove l'esecuzione ebbe luogo. Esso non avvenne tuttavia nel modo rocambolesco descritto nel film: Umlauf si limitò ad affiancare Beethoven sul podio, perfettamente visibile agli spettatori. È invece probabile che il maestro non si accorgesse degli applausi se non al momento di rivolgersi verso la platea. Negli anni in cui è ambientato il film, la sua sordità era certamente molto più grave e limitante di quanto appaia sullo schermo e sembra che il compositore si esprimesse preferibilmente per iscritto, attraverso un taccuino da conversazione.
Beethoven, inoltre, non avrebbe mai chiamato la propria Sonata per pianoforte n. 14 con il nomignolo Sonata al chiaro di luna, che fu utilizzato per la prima volta dal poeta Ludwig Rellstab nel 1832, ma piuttosto con l'appellativo "Quasi una Fantasia" che egli stesso appose al titolo originale.

## Distribuzione
Il film è uscito nelle sale statunitensi l'11 novembre 2006, mentre in quelle italiane il 15 giugno 2007.

## Riconoscimenti
- Festival Internazionale del Cinema di San Sebastián
  - Miglior film
- Premi Goya
  - Candidato come miglior film europeo
- Golden Reel Award
  - Candidato al premio per il miglior sonoro in un film musicale (Andrew Glen)